# كويلسكيل (نيويورك)
كويلسكيل (بالإنجليزية: Cobleskill (town), New York)‏ هي بلدة أمريكية تقع في الولايات المتحدة في مقاطعة شوهاري، نيويورك. يقدر عدد سكانها بـ 6,407 نسمة .

## أعلام
- مات أرويو
- سكوت تورنر